# 설 (춘추)
설(薛)은 중국 동부에 위치했던 제후국이다. 하나라, 상나라, 주나라 3대를 걸쳐 내려왔으며, 임금의 성은 임(任)이고, 전국 시대 때 전씨(田氏)로 바뀌었다. 역사는 천여 년가량 된다.

## 역사

### 기원
설나라의 시조는 황제(黃帝)의 25번째 아들인 우양(禺陽)으로, 임(任, 지금의 허베이성 任邱) 땅에 봉해져서 성을 임으로 하였다.
하나라 우왕 때 우양의 20세손인 해중(奚仲)은 거정(車正) 벼슬을 맡았는데, 현재의 교통부장에 해당한다. 이후에 공구(工具)를 운수하는 종류의 수레를 발명하여 우왕이 치수하는 것을 도운데 공이 있어서 설성(薛城, 현재의 산둥 성 棗莊)에 봉해졌고 후작의 작위를 받았다. 임성(任姓) 설나라와 전씨(田氏) 설나라를 합쳐서 64대 임금동안 자리를 전해주었고 국조(國祚)는 1900년이었다.

### 멸망
설나라는 대대로 임금이 장사하는 것과 뽕나무 농사를 짓는 것을 중요하게 하여 위명이 멀리 퍼졌다. 춘추 시대 중기에 진 문공(晉文公)과 결맹했다. 기원전 418년, 제나라가 기회를 틈타 설나라를 점령했다. 기원전 351년에 제 민왕(齊湣王)이 정곽군(靖郭君) 전영(田嬰)을 설에 봉하고 설공(薛公)으로 칭했다. 임성 설나라는 전씨 설나라로 변천했다.

### 맹상군의 집정
전영 사후에 아들 맹상군(孟嘗君) 전문(田文)이 습봉되었다. 전문은 빈객과 선비를 좋아하여 팔방으로 유협들을 불러 모으니 간사한 사람들이 설나라로 들어와서 6만여 집을 채웠다. 그래서 설성을 증축하니 설성은 제나라 수도인 임치의 전국 시대 대성에 버금가게 되었다. 임치는 인구가 7만 호였다. 결국 "천하는 설은 알지만 제는 모른다", "오직 맹상군만 알지 제왕은 모른다"란 말이 나올 정도로 한때 크게 성행하였다. 전문 사후에 위나라가 설성을 노렸고 제나라도 설성이 홀로 크는 것을 부담스러워하여 기원전 323년에 제와 위는 함께 설나라를 멸망시켰다.

### 멸망 이후
진나라 한나라 시기에 설나라는 중요한 군현이 되었다. 여러번의 전란을 거쳐서 수나라 당나라 시기에 이르러 설나라의 고토는 철저히 농경지로 전락하고 작살이 나버렸다.

## 강역
설나라 땅은 남쪽으로 초, 월에 접하고 서쪽으로 위, 송에 접하고 북쪽으로 등, 노에 접하고 동쪽으로 제에 기대어 이는 바로 옛 서주(徐州)의 중심 수부이다. 전략적 지위로 비교적 중요했다.

## 역대 군주

### 서주시봉임성군주(西周時封任姓君主)
| 대수        | 시호       | 휘         | 재위 기간                 |
| ----------- | ---------- | ---------- | ------------------------- |
| ?           |            | 해중(奚仲) | ?~?                       |
| ?           |            | 척(戚)     | ?~?                       |
| ?           | 설후(侯)   |            | ?~?                       |
| ?           | 설후(侯)   |            | ?~?                       |
| ?           | 설백(伯)   |            | ?~기원전 633년            |
| ?           | 헌공(獻公) | 곡(穀)     | 기원전 578년~기원전 511년 |
| ?           | 양공(襄公) | 정(定)     | 기원전 510년~기원전 498년 |
| ?           |            | 비(伯 比)  | 기원전 497년~기원전 496년 |
| ?           | 혜공(惠公) | 이(夷)     | 기원전 495년~기원전 482년 |
| '후대 불명' |            |            |                           |

### 전국시전성봉군(戰國時田姓封君)
| 대수 | 시호           | 휘   | 재위 기간      |
| ---- | -------------- | ---- | -------------- |
| 1    | 정곽군(靖郭君) | 전영 | ?~?            |
| 2    | 맹상군(孟尝君) | 전문 | ?~기원전 279년 |